# Club Atlético Bella Vista
Il Club Atlético Bella Vista, conosciuto semplicemente come Bella Vista, è una squadra di calcio uruguaiana, con sede a Montevideo.

## Storia
Il Club Atlético Bella Vista è stato fondato il 4 ottobre del 1920.
Nel 1981, la squadra disputò la Copa Libertadores. Il club nello stesso gruppo di Peñarol, Estudiantes de Mérida e Portuguesa de Acarigua de Venezuela. Fu eliminato al primo turno.
Nel 1985, disputò nuovamente la Copa Libertadores. Bella Vista era nel gruppo di Peñarol, e due squadre cilene, Colo-Colo e Magallanes. Anche questa volta eliminato nella prima fase.
Nel 1990, Bella Vista vinse per la prima volta il campionato nazionale, e guadagnò il diritto a disputare la Copa Libertadores dell'anno successivo.
Nel 1991, disputò la Copa Libertadores, nel gruppo con Nacional di Uruguay, e Flamengo e Corinthians del Brasile. Terminò all'ultimo posto del gruppo.
Nel 1993, in Copa Libertadores, insieme al Nacional de Uruguay e El Nacional e Barcelona dell'Ecuador fu eliminato nuovamente al primo turno.
Nel 1999, dopo un'assenza di sei anni, partecipò alla Copa Libertadores. Bella Vista era nel gruppo del Nacional (Uruguay), Estudiantes de Mérida (Venezuela), e Monterrey (Messico). Terminò al terzo posto nella prima fase, e si classificò per la prima volta alla fase successiva, dove eliminarono l'Universidad Católica del Cile. Ai quarti di finale, Bella Vista fu eliminato dal Deportivo Cali (Colombia).
Nel 2000, Bella Vista disputò ancora la Copa Libertadores, nel gruppo del Club Bolívar (Bolivia), dell'Atlético Mineiro (Brasile), e del Cobreloa (Cile). Fu eliminato nella prima fase.
Al termine della stagione 2008-2009, il Bella Vista è retrocesso in Segunda División Profesional. Nella stagione seguente ha, tuttavia, riconquistato subito la promozione in Primera División, vincendo il campionato di Clausura e battendo nell'apposito spareggio (0-0 e 2-1) il Miramar Misiones, vincitore dell'Apertura.
Dal 2013 non disputa alcun campionato per problemi economici, pur restando affiliato all'AUF.

## Uniforme
La casacca del Bella Vista rappresenta la bandiera del Vaticano, metà gialla, metà bianca. Per questo i giocatori del club sono chiamati "los papales". Alcune versioni dicono che le sue origini possono essere differenti. Dato il fanatismo che divideva il tifo tra Peñarol e Nacional, l'antica dirigenza del club decise che la casacca prendesse i colori dominanti dei due giganti calcistici uruguayani. Quello che fece ad esempio anche l'Arsenal de Sarandí (Argentina) quando disegnò la sua casacca azzurra e rossa, dato che i dirigenti del club erano tifosi dell'Independiente e del Racing Club de Avellaneda.

## Stadio
Bella Vista gioca le sue partite casalinghe nello stadio José Nasazzi, con capacità massima di 15 000 spettatori, ma per motivi di sicurezza abilitato per un massimo di 5 000 spettatori.

## Giocatori

### Vincitori di titoli
Calciatori campioni del mondo
- José Nasazzi (1930)
- Angel Melogno (1930)
- Pablo Dorado (1930)

Calciatori campioni olimpici di calcio
- José Nasazzi (Parigi 1924, Amsterdam 1928)
- Adhemar Canavesi (Amsterdam 1928)
- Ángel Melogno (Amsterdam 1928)

## Palmarès

### Competizioni nazionali
- Campionato uruguaiano: 1

1990
- Segunda División Uruguaya (5): 1949, 1968, 1976, 1997, 2005
- Copa Artigas: 1

1998
- Divisional Extra de Fútbol de Uruguay: 1

1921
- Divisional Intermedia de Fútbol de Uruguay: 2

1922, 1959

### Altri piazzamenti
- Campionato uruguaiano:

Secondo posto: 1924, Apertura 1998
Terzo posto: 1923, 1969, 1987, Apertura 2010
- Segunda División Profesional de Uruguay:

Secondo posto: 2009-2010